# Équipe d'Équateur féminine de football
Cet article traite de l'équipe féminine. Pour l'équipe masculine, voir Équipe d'Équateur de football.
Maillots
L'équipe d’Équateur féminine de football (en espagnol : « Selección femenina de fútbol de Ecuador ») est l'équipe nationale qui représente l’Équateur dans les compétitions importantes de football féminin : la Coupe du monde, les jeux panaméricains les Jeux olympiques (aucune qualification jusqu'à présent)et la Copa América féminine.

## Histoire
La première génération de l'équipe de football féminin Équatorienne fut créé en 1925 et fut officiel en 1926.   L'équipe est aujourd'hui entrainée par Vanessa Arauz.  L'équipe n'a pas connue beaucoup de succès sauf pour la médaille de bronze qu'elles ont gagné dans la Copa América de 2015.

## Classement FIFA
| Année               | 2003 | 2004 | 2005 | 2006 | 2007 | 2008 | 2009 | 2010 | 2011 | 2012 | 2013 | 2014 | 2015 | 2016 | 2017 | 2018 |
| ------------------- | ---- | ---- | ---- | ---- | ---- | ---- | ---- | ---- | ---- | ---- | ---- | ---- | ---- | ---- | ---- | ---- |
| Classement mondial  | 52   | 52   | 52   | 52   | 52   | 50   | 49   | 51   | 49   | 131  | 118  | 46   | 54   | 128  | 119  | 63   |
| Classement Conmebol | 6    | 6    | 6    | 5    | 5    | 3    | 6    | 5    | 5    |      |      | 5    | 6    |      |      |      |

## Parcours dans les compétitions internationales
La sélection équatorienne prend part à quatre grandes compétitions internationales :
- Les Jeux olympiques est une compétition mondiale de multi-sports incluant le soccer.  L'Équateur n'a réussi aucune qualification olympique jusqu'à présent.
- La Coupe du monde réunit les meilleures nations mondiales et tous les continents y ont leurs représentants.
- La Copa América féminine est un tournoi continental où seules les sélections sud-américaines sont conviées. Une victoire dans cette compétition offre les accessits aux deux compétitions précédentes.
- La coupe panaméricaine est un tournoi dans le cadre des jeux panaméricains où seules les équipes d'Amérique y sont invitées.

### Parcours en Coupe du monde
L’Équateur participe à la Coupe du monde de football féminin 2015.
| Édition | Performance      | J | V | N | D | Bp | Bc |
| ------- | ---------------- | - | - | - | - | -- | -- |
| 1991    | Ne participe pas | 0 | 0 | 0 | 0 | 0  | 0  |
| 1995    | Non qualifiée    | 0 | 0 | 0 | 0 | 0  | 0  |
| 1999    | Non qualifiée    | 0 | 0 | 0 | 0 | 0  | 0  |
| 2003    | Non qualifiée    | 0 | 0 | 0 | 0 | 0  | 0  |
| 2007    | Non qualifiée    | 0 | 0 | 0 | 0 | 0  | 0  |
| 2011    | Non qualifiée    | 0 | 0 | 0 | 0 | 0  | 0  |
| 2011    | Non qualifiée    | 0 | 0 | 0 | 0 | 0  | 0  |
| 2015    | 24e place        | 3 | 0 | 0 | 3 | 1  | 17 |
| 2019    | Non qualifiée    | 0 | 0 | 0 | 0 | 0  | 0  |
| 2023    | Non qualifiée    | 0 | 0 | 0 | 0 | 0  | 0  |
| Total   | -                | 3 | 0 | 0 | 3 | 1  | 17 |

### Parcours en Copa América féminine
La sélection équatorienne a participé à la Copa América féminine à six reprises.
| Édition | Performance      | J  | V  | N | D  | Bp | Bc |
| ------- | ---------------- | -- | -- | - | -- | -- | -- |
| 1991    | Ne participe pas | 0  | 0  | 0 | 0  | 0  | 0  |
| 1995    | Quatrième        | 4  | 1  | 1 | 2  | 9  | 21 |
| 1998    | Quatrième        | 5  | 2  | 1 | 2  | 11 | 17 |
| 2003    | Premier tour     | 2  | 1  | 1 | 0  | 3  | 1  |
| 2006    | Premier tour     | 4  | 1  | 1 | 2  | 4  | 5  |
| 2010    | Premier tour     | 4  | 3  | 0 | 1  | 8  | 6  |
| 2014    | Troisième        | 7  | 3  | 0 | 4  | 7  | 11 |
| 2018    | Premier tour     | 4  | 0  | 0 | 4  | 3  | 16 |
| 2022    | Premier tour     | 4  | 1  | 0 | 3  | 9  | 7  |
| Total   | -                | 34 | 12 | 4 | 18 | 54 | 89 |

### Parcours aux Jeux panaméricains
L'Équateur a participé à deux des cinq éditions des Jeux panaméricains.
| Édition | Performance   | J | V | N | D | Bp | Bc |
| ------- | ------------- | - | - | - | - | -- | -- |
| 1999    | Non qualifiée | 0 | 0 | 0 | 0 | 0  | 0  |
| 2003    | Non qualifiée | 0 | 0 | 0 | 0 | 0  | 0  |
| 2007    | 7e place      | 4 | 1 | 0 | 3 | 4  | 17 |
| 2011    | Non qualifiée | 0 | 0 | 0 | 0 | 0  | 0  |
| 2015    | 6e place      | 3 | 1 | 0 | 2 | 5  | 12 |
| 2019    | Non qualifiée | 0 | 0 | 0 | 0 | 0  | 0  |
| Total   |               | 7 | 2 | 0 | 5 | 9  | 29 |